# Нелсон (Илиноис)
Нелсон (енгл. Nelson) град је у америчкој савезној држави Илиноис.

## Демографија
По попису из 2010. године број становника је 170, што је 7 (4,3%) становника више него 2000. године.
| Група             | 2000.       | 2010.       |
| Белци             | 152 (93,3%) | 159 (93,5%) |
| Афроамериканци    | 1 (0,6%)    | 1 (0,6%)    |
| Азијати           | 0 (0,0%)    | 0 (0,0%)    |
| Хиспаноамериканци | 10 (6,1%)   | 9 (5,3%)    |
| Укупно            | 163         | 170         |